# Andreaea nivalis
Andreaea nivalis là một loài rêu trong họ Andreaeaceae. Loài này được Hook. mô tả khoa học đầu tiên năm 1811.